# ريسا إيشي
ريسا إيشي (19 مايو 1990 في اليابان - ) (بالكانا:いしい りさ) هي لاعبة كرة طائرة يابانية في مركز ضارب خارجي ‏.

## وصلات خارجية
- ريسا إيشي على موقع عالم الكرة الطائرة (الإنجليزية)
- ريسا إيشي على موقع الدوري الياباني (مؤرشف) (اليابانية)